# Ezio Auditore da Firenze
Ezio Auditore da Firenze is een Italiaans personage uit de Assassin's Creed-reeks, dat de hoofdrol speelt in drie delen binnen de reeks, Assassin's Creed II, Assassin's Creed: Brotherhood en Assassin's Creed: Revelations. Ezio speelt als sluipmoordenaar een belangrijke rol in het Italië van de renaissance, in Assassin's Creed II voornamelijk in de Florentijnse Republiek tegen de vijanden van zijn familie. In Brotherhood strijdt hij in Rome tegen de Borgia's, een adellijk geslacht dat twee pausen leverde, waaronder paus Alexander VI, Rodrigo Borgia, die Ezio's tegenhanger is in het derde deel van de serie. Ezio is een voorouder van Desmond Miles.

## Jeugd in Firenze
Ezio Auditore wordt geboren in 1459 als tweede zoon van Giovanni Auditore, een Florentijnse edelman en bankier en echtgenoot van Maria Auditore. Hij had een oudere broer, Federico (1456), een zus Claudia (1461) en een broertje Petruccio (1463). Voor zover bekend bestond zijn vroegere jeugd voornamelijk uit opdrachten doen voor zijn vader en met Federico en hun vrienden vechten tegen rivaal Vieri de' Pazzi en diens kameraden. Daarnaast had hij een relatie met Cristina Vespucci, een beeldschone jongedame die volgens haar vader niet bestemd was voor Ezio. Meer over deze relatie komt aan het licht in Brotherhood. Zijn moeder leert hem een vriend van de familie kennen, Leonardo da Vinci, met wie Ezio na de dood van zijn vader en broers een hechte vriendschap opbouwt.

## Begin van loopbaan als sluipmoordenaar
In 1476 worden Giovanni Auditore en Ezio's twee broers, Federico en Petruccio, opgepakt wegens vermeende samenzwering tegen de stad Florence. Ezio is op dat moment van huis, bezig met een opdracht voor zijn vader. Moeder Maria en zus Claudia blijven ongedeerd en duiken onder. Ezio zoekt zijn vader op in de toren van het Palazzo della Signoria, waar hij gevangen zit. Giovanni vertelt zijn zoon dat thuis, in een geheim deel van zijn werkkamer, een kist staat met belangrijke voorwerpen. Ezio gaat naar huis en treft de kist aan met daarin onder andere een sluipmoordenaarsoutfit en belangrijke documenten, die hij in opdracht van zijn vader naar Uberto Alberti, de belangrijkste politicus van Florence, brengt om zo te voorkomen dat zijn familie wordt opgehangen. Bij de executie echter doet Uberto alsof hij van niks weet en Ezio ziet zijn vader en twee broers sterven aan de galg. Door dit verraad van Alberti wordt hij Ezio's eerste doelwit en niet veel later sterft hij dan ook door toedoen van de assassino.

## Monteriggioni
Ezio vlucht met zijn moeder en zus naar Monteriggioni, waar zijn oom Mario een villa heeft. Mario leert hem verscheidene basisvechttechnieken en ook komt hij meer te weten over de Tempeliers en de delen van het paradijs waar zij naar op zoek zijn. Daarnaast vindt hij nog een viertal codexpagina's, die Leonardo later zal ontcijferen als boodschappen van Altaïr Ibn La-Ahad, net als Ezio een voorouder van Desmond Miles en wie ook een sluipmoordenaar en een groot vijand van de Orde der Tempeliers was.
Als Mario ter ore komt dat Vieri de Pazzi zich in het nabije stadje San Gimignano bevindt, vertrekt hij daarheen met zijn huurlingen. Even later volgt Ezio, geleid door een schuldgevoel dat hem zegt dat Vieri achter hém aanzit. Daar is hij getuige van een bijeenkomst van Vieri, zijn vader Francesco, diens oom Jacopo de' Pazzi en Rodrigo Borgia, leider van de Tempeliers. Met hulp van zijn oom, die Vieri's vechtjassen afleidt, weet Ezio Vieri te bereiken en te vermoorden.

## Terug naar Firenze
Wanneer Ezio Vieri vermoord heeft keert hij terug naar Firenze om Vieri's vader, Francesco de' Pazzi, te vermoorden. Leonardo vertelt aan Ezio dat hij ene La Volpe moet ontmoeten. Deze verteld Ezio dat hij ervoor moet zorgen dat hij een bijeenkomst van de Tempeliers bijwoont. Hier ziet hij nieuwe namen voor op zijn lijst; Jacopo de' Pazzi, Antonio Maffei, Francesco Salviati, Bernardo Baroncelli, Stefano da Bagnone en Rodrigo Borgia. Verder komt Ezio er tijdens deze bijeenkomst achter dat ze een aanslag willen plegen op de Medici-familie. Op die bewuste middag zorgt Ezio ervoor dat de aanslag min of meer mislukt; hij redt Lorenzo de' Medici, maar hij kan niet voorkomen dat zijn jongere broer Giuliano wel wordt vermoord. Nadat Ezio Lorenzo in veiligheid heeft gebracht krijgt hij van hem de opdracht om Francesco de' Pazzi te vermoorden. Ezio spoort Francesco op en achtervolgt hem. Wanneer hij Francesco heeft vermoord hangt hij hem op vanuit het Palazzo Vecchio. Jacopo, Antonio, Francesco, Bernardo en Stefano vluchten hierop naar het nabijgelegen San Gimignano, waar Ezio's avontuur zich dan ook zal voortzetten.

## San Gimignano en latere leven
Wanneer de samenzweerders, Jacopo, Antonio, etc., naar San Gimignano zijn gevlucht, gaat Ezio eerst naar zijn oom Mario om naar wat troepen te vragen. Terwijl Mario Ezio wat extra vechttechnieken leert, sporen de huurlingen in de tussentijd ieder lid van de samenzweerders op. Met behulp van de huurlingen lukt het Ezio vervolgens om Antonio, Francesco, Bernardo en Stefano op te sporen en te vermoorden. Uiteindelijk is de leider van de samenzweerders, Jacopo de' Pazzi, aan de beurt. Ezio spoort hem op en volgt hem naar een bijeenkomst in de Romeinse ruïnes. Hier ziet hij dat Jacopo (bijna) wordt vermoord door een boze Rodrigo. Hij vindt namelijk dat de hele familie De' Pazzi heeft gefaald. Wanneer de bijeenkomst is afgelopen hoeft Ezio alleen nog maar een zwaargewonde Jacopo te vermoorden. Echter heeft Ezio tijdens de bijeenkomst een nieuwe Tempelier ontmoet; Emilio Barbarigo. Hij komt erachter dat Emilio een Venetiaanse edelman is en vervolgt zijn wraaktocht dan ook in Venetië. Na een laatste confrontatie met Rodrigo vertrekt hij voor verdere ondernemingen naar Rome en Istanboel. In Rome bouwt hij zijn eigen broederschap op en bevrijdt hij de stad van de Borgia's. In Istanboel leert hij o.a. over het leven van sluipmoordenaar Altaïr Ibn-La'Ahad. Na zijn missies in Istanboel stapt hij uit het broederschap van de sluipmoordenaars en vertrekt met zijn nieuwe liefde Sofia terug naar Firenze. Ze krijgen twee kinderen, maar het geluk duurt niet lang: Ezio wordt opgezocht door de Chinese sluipmoordenares Shao Jun om les te krijgen. In eerste instantie weigert hij, zijn sluipmoordenaarsverleden heeft hij achter zich gelaten. Later besluit hij haar toch te helpen. Zonder het te weten zijn Shao's vijanden ook meegereisd. Ze worden tijdens een wandeling door Firenze aangevallen door een Chinese Tempelierspatrouille. Shao weet de Tempeliers uit te schakelen. Ezio laat zijn gezin vluchten, wetend dat de Tempeliers zijn huis gaan bestormen. Dit gebeurt ook, maar Ezio en Shao weten de aanval af te slaan en de soldaten te doden. De volgende dag neemt Ezio afscheid van Shao en keert zijn gezin terug. Ezio is echter zo uitgeput dat hij, tijdens een wandeling met zijn vrouw en dochter door de stad, sterft aan een hartaanval.

## Lijst van bondgenoten
- Giovanni Auditore, Ezio's vader.
- Maria Auditore, Ezio's moeder.
- Federico Auditore, Ezio's oudere broer.
- Claudia Auditore, Ezio's jongere zus.
- Petruccio Auditore, Ezio's jongere broer.
- Mario Auditore, Ezio's oom.
- Annetta, thuishulp van de familie Auditore.
- Leonardo da Vinci, Ezio's vriend, uitvinder, kunstenaar.
- Gilberto La Volpe, Ezio's vriend, leider van het dievengilde in Firenze en Rome.
- Lorenzo de' Medici, Ezio's vriend, heerser van Firenze.
- Paola, Ezio's vriend, leidster van de courtisanes in Firenze.
- Cristina Vespucci, Ezio's eerste vlam.
- Catherina Sforza, Ezio's tweede vlam, hertogin van Forlì.
- Rosa, Ezio's vriend, lid van het dievengilde in Venetië.
- Antonio de Magianis, Ezio's vriend, leider van het dievengilde in Venetië.
- Teodora Contanto, Ezio's vriend, leidster van de courtisanes in Venetië.
- Bartolomeo d'Alviano, Ezio's vriend, leider van de huurlingen in Venetië en Rome.
- Niccolò Machiavelli, Ezio's vriend, lid van de Orde der Sluipmoordenaars.
- Nicolaas Copernicus, Ezio's vriend, wetenschapper.
- Yusuf Tazim, Ezio's vriend, lid van de Orde der Sluipmoordenaars in Constantinopel.
- Prins Süleyman I, Ezio's vriend, prins van het Ottomaanse Rijk.
- Tarik Barleti, leider van de Janitsaren in Constantinopel.
- Sofia Sartor, Ezio's vrouw.
- Marcello Auditore, Ezio's zoon.
- Flavia Auditore, Ezio's dochter.

## Lijst van vijanden
- Uberto Alberti, vaandeldrager van de rechtvaardigheid in Firenze, verrader.
- Vieri de' Pazzi, Toscaanse edelman.
- Francesco de' Pazzi, Toscaanse edelman, Vieri's vader.
- Jacopo de' Pazzi, Toscaanse edelman.
- Antonio Maffei, priester.
- Francesco Salviati, aartsbisschop.
- Stefano da Bagnone, monnik, beul.
- Bernardo Baroncelli, Toscaanse edelman.
- Emilio Barbarigo, Venetiaanse edelman.
- Carlo Grimaldi, Venetiaanse edelman.
- Marco Barbarigo, doge van Venetië tussen 1485 en 1486.
- Silvio Barbarigo, Venetiaanse edelman.
- Dante Moro, Venetiaanse edelman.
- Ludovico Orsi, huurmoordenaar.
- Checco Orsi, huurmoordenaar.
- Girolamo Savonarola, monnik, heerser van Firenze tussen 1494 en 1498.
- Rodrigo Borgia, leider van de Orde der Tempeliers, paus tussen 1492 en 1503.
- Il Carnefice, beul.
- Malfatto, dokter.
- Silvestro Sabbatini, slavenhandelaar.
- Donato Mancini, ruiter.
- Lia de Russo, huurmoordenaar.
- Lanz, lid van de Cento Occhi.
- Frà Ristoro, monnik.
- Gaspar de la Croix, ingenieur.
- Auguste Oberlin, huurling.
- Verschillende Borgia-commandanten.
- Magister van het Heilige Paleis, bondgenoot van Cesare.
- Juan Borgia, Cesares bankier.
- Octavien de Valois, Franse baron, bondgenoot van Cesare.
- Micheletto Corella, Cesares beul.
- Cesare Borgia, Rodrigo's zoon, commandant-generaal van de Borgia's.
- Lucrezia Borgia, Rodrigo's dochter.
- Manuel Palaiologos, Byzantijnse edelman.
- Ahmet Osman, prins van het Ottomaanse Rijk, oom van Süleyman.